# ابرامو البینی
ابرامو البینی (انگلیسی: Abramo Albini؛ زادهٔ ۲۹ january ۱۹۴۸ (۷۷ سال)) ورزشکار روئینگ اهل ایتالیا است.
وی در مسابقات کشوری و بین‌المللی در مجموع برندهٔ ۱ مدال برنز شده‌است.